# ایگور گتمان
ایگور گتمان (انگلیسی: İqor Getman؛ زادهٔ ۷ ژوئن ۱۹۷۱) بازیکن فوتبال اهل جمهوری آذربایجان است.
از باشگاه‌هایی که در آن بازی کرده است می‌توان به باشگاه فوتبال دینامو استاوروپول، باشگاه فوتبال باکو، باشگاه فوتبال نفتچی باکو، و باشگاه فوتبال آنژی مخاچ‌قلعه اشاره کرد.
وی همچنین در تیم ملی فوتبال جمهوری آذربایجان بازی کرده است.